# Бернвил
Бернвил (фр. Berneville) насеље је и општина у североисточној Француској у региону Север-Па д Кале, у департману Па де Кале која припада префектури Арас.
По подацима из 2011. године у општини је живело 462 становника, а густина насељености је износила 82,06 становника/km². Општина се простире на површини од 5,63 km². Налази се на средњој надморској висини од 91 метар (максималној 122 m, а минималној 76 m).

## Демографија
| 1962. | 1968. | 1975. | 1982. | 1990. | 1999. | 2011. |
| ----- | ----- | ----- | ----- | ----- | ----- | ----- |
| 207   | 252   | 235   | 361   | 493   | 488   | 462   |

График промене броја становника у току последњих година